# Родон
Ро́дон (др.-греч. Ρόδων, лат. Rhodon, Rhodonis; II век — начало III века) — христианский писатель, богослов, апологет.
Родон родился в Азии; затем он переехал в Рим, где под руководством Татиана изучал тексты Священного Писания. Родон написал множество трудов, из которых выделяется работа «Против Маркиона», где он разъясняет, чем маркионисты отличаются друг от друга, а также чем их учения отличаются от учения Христианской церкви. В этом же сочинении Родон рассказывает, как пожилой Апеллес, еретик (маркионист), однажды был втянут в спор с ним, и что он — Родон, выставил Апеллеса на посмешище, заявив, что тот не знает Бога, которому молится. В книге, адресованной Каллистиону, Родон упомянул, что был учеником Татиана в Риме. Ему принадлежат изящные трактаты «О шести днях творения» и известная книга против фригийцев.
Родон жил во времена императоров Коммода и Севера. Сведения о Родоне сообщают Евсевий Кесарийский в сочинении «Церковная история» и Иероним Стридонский в сочинении «О знаменитых мужах». Сочинения Родона до нас не дошли, сохранился лишь небольшой отрывок сочинения «Против Маркиона», который помещён в пятом томе Patrologiæ Græca.